# ساندیمانت
ساندیمانت (به انگلیسی: Sandymount) یک منطقهٔ مسکونی در ایرلند است که در شهرستان دوبلین واقع شده‌است.